# Mitch Daniels
Mitch Daniels   (Monongahela, 7 d'abril de 1949) és un polític estatunidenc, membre del Partit Republicà. Ha estat governador d'Indiana de 2005 a 2013 i va ser director de l'Oficina de Pressupost de la Casa Blanca (2001 - 2003).

## Primers anys
Mitchel Elias Daniels Jr va néixer a Monongahela, Pennsilvània, en una família d'ancestres sirians. Als deu anys es va mudar amb la seva família a Indiana. El 1967 es va graduar pel North Central High School, sent distingit pel president Lyndon Johnson com l'alumne d'institut més brillant d'Indiana. El 1971 es va graduar en Administració Pública per la Universitat de Princeton, i el 1979 es va doctorar en Dret per la Universitat de Georgetown.
Amb només 19 anys va treballar per a la fallida campanya de William Ruckelshaus per al senat. En els seus anys d'estudiant, va treballar com a becari per Richard Lugar, llavors alcalde d'Indianapolis. El 1971 va treballar en la campanya de reelecció de l'alcalde Lugar, i en tres anys es va convertir en el seu principal assistent. Quan Lloc va ser elegit senador el 1976, Daniels es va anar amb ell a Washington DC com a assistent administratiu. Quan Lloc es va convertir en president del Comitè Nacional Senatorial Republicà el 1983, Daniels va esdevenir director executiu del comitè.
El 1985 es va integrar a l'Administració Reagan com enllaç legislatiu del president. El 1987 va tornar a Indiana per dirigir fins al 1990 el grup d'estudi conservador Hudson Institute. Entre 1990 i 2001 va ocupar diversos llocs en la companyia farmacèutica Eli Lilly and Company, inclòs el de vicepresident d'estratègies corporatives. I va formar part de la junta de la companyia elèctrica Indianapolis Power & Light Co.

## Director de l'Oficina de Pressupost de la Casa Blanca (2001-2003)
El gener de 2001 va ser nomenat director de l'Oficina de Pressupost de la Casa Blanca pel llavors president George W. Bush. En aquest rol va formar part del Consell de Seguretat Nacional i el Consell de Seguretat del Territori Nacional de la Casa Blanca.
Daniels va establir un nou sistema de responsabilitat per a totes les entitats governamentals. Malgrat la seva inclinació cap a polítiques restrictives de la despesa pública, es va veure obligat a seguir les polítiques de l'Administració d'increment massiu de la despesa en seguretat i programes domèstics, que van portar a un dèficit de 400.000 milions de dòlars. També li va correspondre anunciar que les estimacions del Govern sobre el cost d'una Guerra a Iraq eren de 60 milions de dòlars, molt per sota del que després costaria.

## Governador d'Indiana des de 2005
Daniels va dimitir el juny de 2003 de les seves responsabilitats com a director de pressupost, amb la intenció de presentar el 2004 la seva candidatura per a l'elecció a Governador d'Indiana. Valent-se de la popularitat del president Bush a l'estat, Daniels va visitar tres vegades els 92 comtats d'Indiana amb l'eslògan "My Man Mitch", i va derrotar el governador demòcrata Joe Kernan amb el 53% dels vots.
El governador Daniels va crear la primera Oficina d'Administració i Pressupost de l'estat Indiana, amb l'objectiu de buscar l'eficiència i l'estalvi en les institucions públiques. Per millorar la mala situació fiscal de l'estat, va proposar un augment d'impostos de l'1% per a tots els individus i entitats amb ingressos superiors als 100,000 dòlars. La mesura va ser rebutjada per la legislatura estatal, però el governador Daniels va aconseguir en el seu primer any el primer pressupost estatal equilibrat en vuit anys, mitjançant controls estrictes en els increments de la despesa.
El dèficit de 600 milions de dòlars que va heretar de l'anterior administració, el va convertir en un superàvit de 300 milions d'utilitzar el superàvit per tornar els fons que l'estat havia retallat a les escoles públiques en administracions anteriors. El 2005 va crear l'Indiana Economic Development Corporation, per promoure negocis i inversió privada en l'estat. Va aconseguir que les companyies automobilístiques Toyota, Cummins i Honda creessin i expandissin factories a Indiana.
El 2007, el governador Daniels va signar un nou pla sanitari que va proporcionar cobertura mèdica a 132,000 ciutadans no assegurats. El pla es va finançar amb els diners obtinguts de l'increment de l'impost estatal sobre el 2008 va signar una reforma de l'impost sobre la propietat immobiliària, amb un 30% de mitjana de retallada de l'impost per a l'any 2008.
Contrari a l'avortament, durant el seu mandat va recolzar legislació per limitar l'avortament a l'estat, convertint a Indiana en un dels estats més restrictius. Endurir els requeriments d'inspecció de les clíniques abortives, igualant a les de qualsevol centre quirúrgic.
El novembre de 2008 va ser reelegit amb el 57% dels vots derrotant a la demòcrata Jill Long-Thompson.

## Vida personal
Està casat i té quatre filles. És presbiterià.